# Wipsnavelkolibrie
De wipsnavelkolibrie (Opisthoprora euryptera) is een vogel uit de familie Trochilidae (kolibries).

## Verspreiding en leefgebied
Deze soort komt voor van Colombia tot noordelijk Peru.